# 渡辺綱光
渡辺 綱光（わたなべ つなみつ）は、江戸時代中期から後期にかけての尾張藩士、歌人。渡辺半蔵家9代当主。

## 生涯
明和2年（1765年）、三河国奥殿藩3代藩主・松平乗穏の三男として江戸で誕生した。天明2年（1782年）、尾張藩家老で三河寺部領主・渡辺綱通の養子となり名古屋に移る。天明3年（1783年）、尾張藩9代藩主・徳川宗睦に御目見する。天明5年（1785年）江戸城で10代将軍・徳川家治に拝謁する。
寛政12年（1800年）、養父の死去により家督を相続し、加判に列する。享和2年（1802年）、実兄・松平乗友の次男・豊吉（規綱）を養子に迎える。文化元年（1804年）、隠居して家督を規綱に譲る。

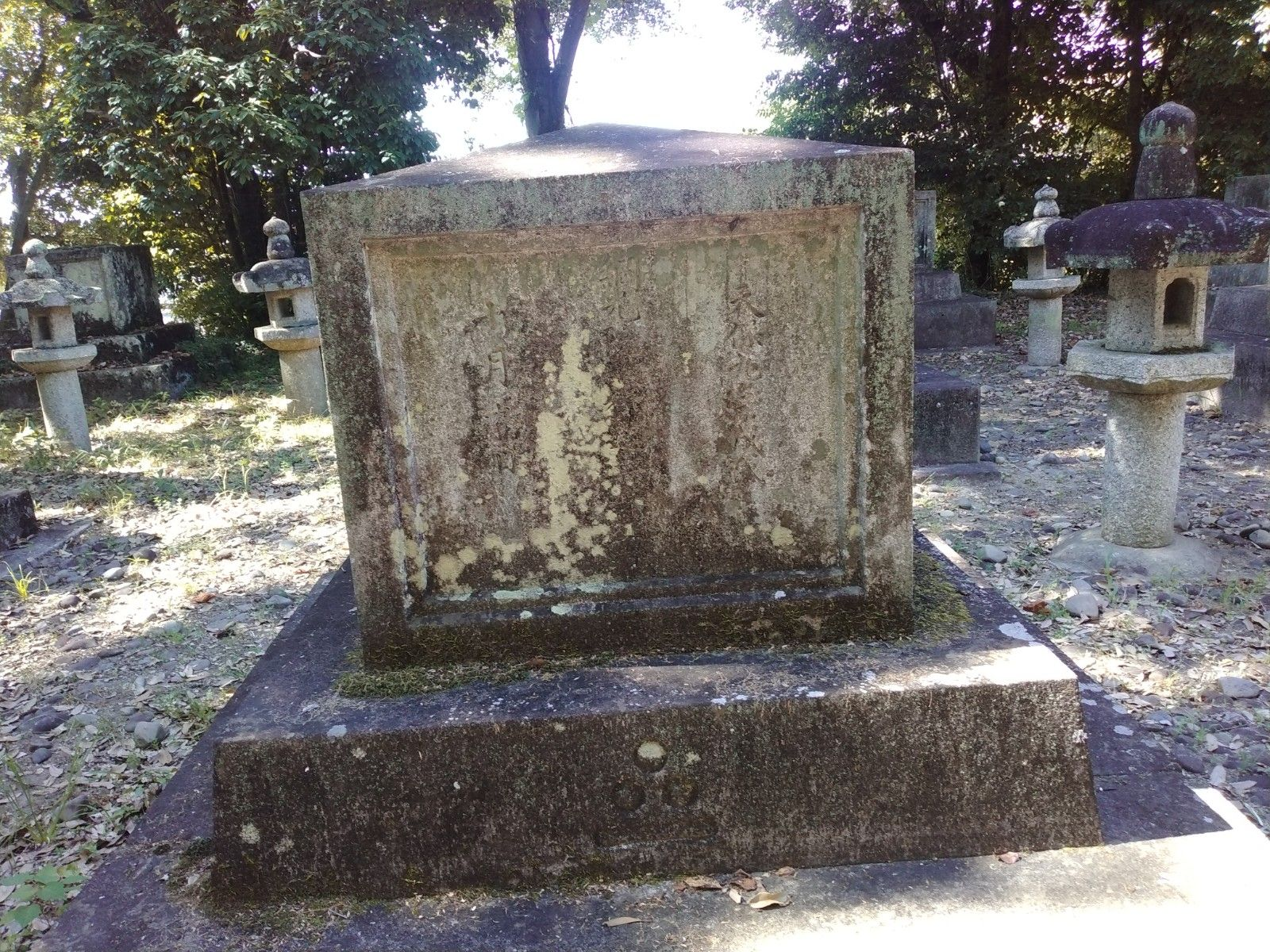
渡辺綱光の墓(豊田市守綱寺)

天保9年（1838年）10月9日に死去した。享年74。歌道に秀でており、国学者で歌人の村上忠順は弟子。